# Challenge Bell 2000
Challenge Bell 2000 — тенісний турнір, що проходив на закритих кортах з килимовим покриттям Club Avantage Multi-Sports у Квебеку (Канада). Належав до турнірів 3-ї категорії в рамках Туру WTA 2000. Це був 8-й турнір Challenge Bell. Тривав з 30 жовтня до 5 листопада 2000 року. Чанда Рубін здобула титул в одиночному розряді.

## Переможниці та фіналістки

### Одиночний розряд
Чанда Рубін —  Дженніфер Капріаті, 6–4, 6–2
- Для Рубін це був єдиний титул за сезон і 3-й — за кар'єру.

### Парний розряд
Ніколь Пратт /  Меган Шонессі —  Елс Калленс /  Кімберлі По, 6–3, 6–4
- Для Грем це був 2-й титул за сезон і 2-й - за кар'єру. Для Шонессі це був єдиний титул за сезон і 1-й — за кар'єру.